# Lagtävlingen i konstsim vid olympiska sommarspelen 2024
Lagtävlingen i konstsim vid olympiska sommarspelen 2024 avgjordes mellan den 5 och 7 augusti 2024 i Centre aquatique olympique i Paris i Frankrike.
Den 7 oktober 2022 ändrade Internationella simförbundet reglerna för lagtävlingen genom att tillåta ett mixedlag bestående av åtta idrottare (tidigare endast en tävling för kvinnor) med maximalt två herrar per lag. Dock deltog inga herrar vid OS 2024.

## Medaljörer
| Gren                                                                                      | Guld | Silver | Brons   |
| Lagtävling                                                                                | Kina | USA | Spanien |
| Chang Hao Feng Yu Wang Ciyue Wang Liuyi Wang Qianyi Xiang Binxuan Xiao Yanning Zhang Yayi | Anita Alvarez Jaime Czarkowski Megumi Field Keana Hunter Audrey Kwon Jacklyn Luu Daniella Ramirez Ruby Remati | Txell Ferré Marina García Lilou Lluis Meritxell Mas Alisa Ozhogina Paula Ramírez Iris Tió Blanca Toledano |         |

## Resultat
| Placering | Nation | Tekniskt program | Fritt program | Akrobatiskt program | Totalt   |
| --------- | --- | ---------------- | ------------- | ------------------- | -------- |
| 1         | Kina - Chang Hao - Feng Yu - Wang Ciyue - Wang Liuyi - Wang Qianyi - Xiang Binxuan - Xiao Yanning - Zhang Yayi                                                           | 313,5538         | 398,8917      | 283,6934            | 996,1389 |
| 2         | USA - Anita Alvarez - Jaime Czarkowski - Megumi Field - Keana Hunter - Audrey Kwon - Jacklyn Luu - Daniella Ramirez - Ruby Remati                                        | 282,7567         | 360,2688      | 271,3166            | 914,3421 |
| 3         | Spanien - Txell Ferré - Marina García - Lilou Lluis - Meritxell Mas - Alisa Ozhogina - Paula Ramírez - Iris Tió - Blanca Toledano                                        | 287,1475         | 346,4644      | 267,1200            | 900,7319 |
| 4         | Frankrike - Laelys Alavez - Anastasija Bajandina - Ambre Esnault - Laura Gonzalez - Romane Lunel - Eve Planeix - Charlotte Tremble - Laura Tremble                       | 277,7925         | 340,0561      | 268,8001            | 886,6487 |
| 5         | Japan - Moe Higa - Moeka Kijima - Uta Kobayashi - Tomoka Sato - Ayano Shimada - Ami Wada - Mashiro Yasunaga - Megumu Yoshida                                             | 284,9017         | 343,0291      | 252,7533            | 880,6841 |
| 6         | Kanada - Scarlett Finn - Audrey Lamothe - Jonnie Newman - Raphaelle Plante - Kenzie Priddell - Claire Scheffel - Jacqueline Simoneau - Florence Tremblay                 | 262,4808         | 343,6854      | 253,0567            | 859,2229 |
| 7         | Mexiko - Regina Alférez - Fernanda Arellano - Nuria Diosdado - Itzamary González - Joana Jiménez - Samantha Rodríguez - Jessica Sobrino - Pamela Toscano                 | 242,9491         | 347,3874      | 263,4567            | 853,7932 |
| 8         | Italien - Linda Cerruti - Marta Iacoacci - Sofia Mastroianni - Enrica Piccoli - Lucrezia Ruggiero - Isotta Sportelli - Giulia Vernice - Francesca Zunino                 | 277,8304         | 326,1500      | 241,9866            | 845,9670 |
| 9         | Australien - Carolyn Rayna Buckle - Georgia Courage-Gardiner - Raphaelle Gauthier - Kiera Gazzard - Margo Joseph-Kuo - Anastasia Kusmawan - Zoe Poulis - Milena Waldmann | 235,9071         | 280,5521      | 211,9766            | 728,4358 |
| 10        | Egypten - Farida Abdelbary - Mariam Ahmed - Nadine Barsoum - Amina Elfeky - Hanna Hiekal - Salma Marei - Sondos Mohamed - Nehal Saafan                                   | 242,7651         | 243,9896      | 219,2267            | 705,9814 |
| Källa:    | |                  |               |                     |          |